# Théâtre de la Porte Saint-Martin

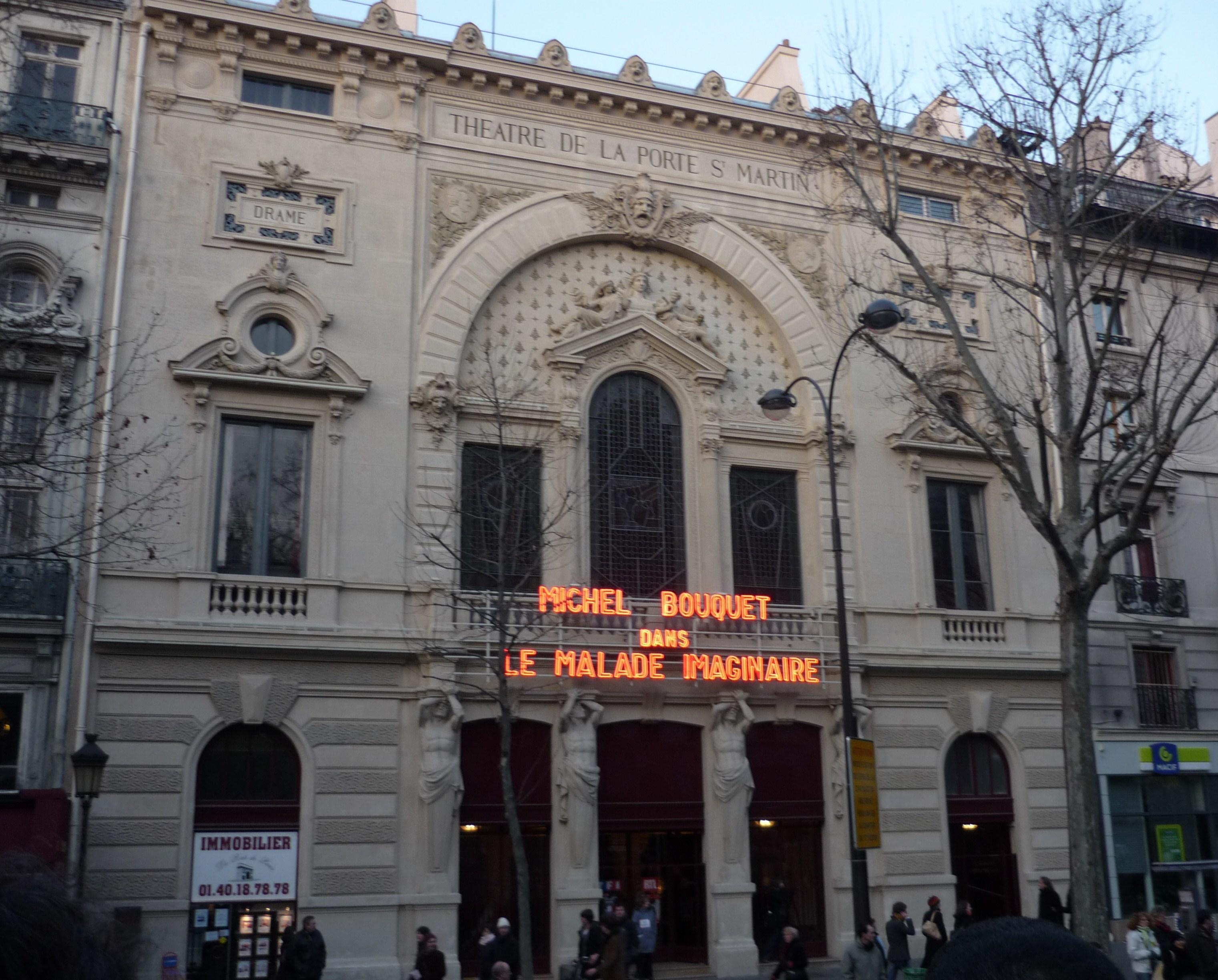
Das Theater im Jahr 2009

Das Théâtre de la Porte Saint-Martin ist ein Pariser Theatersaal am Boulevard Saint-Martin Nr. 16 im 10. Arrondissement von Paris. Es steht seit 1992 unter Denkmalschutz (Monument historique). Mit ursprünglich 1800 Plätzen war es eines der größten Boulevardtheater.

## Ausweichquartier der Opéra
Das Haus wurde 1781 in angeblich drei Monaten erbaut, um zwischenzeitlich die Pariser Oper unter Nicolas Lenoir zu beherbergen, deren Gebäude abgebrannt war, bevor sie 1794 in die Rue de Richelieu verlegt wurde. Die Einweihung fand am 27. Oktober 1781 statt. Als die Oper wieder ausgezogen war, stand das Gebäude einige Jahre lang leer und diente für politische Veranstaltungen. 1799 wurde es vom Staat verkauft.

## Boulevardtheater
Am 30. September 1802 wurde das Theater unter dem heutigen Namen eröffnet. Man spielte dort Spektakelstücke, Komödien und Ballette. Melodramen von Pixérécourt wurden aufgeführt wie Robinson Crusoë 1805. Aufgrund des Napoleonischen Theaterdekrets wurde es 1807 geschlossen, aber 1810 unter dem Namen Jeux Gymniques wiedereröffnet. Die Lizenz machte dem Theater starke Einschränkungen. Es durften sich nicht mehr als zwei sprechende Schauspieler auf der Bühne befinden, alle weiteren waren nur als stumme Rollen geduldet. Das Theater konnte sich so nicht durchsetzen und erhielt 1814 unter neuer Leitung ein Privileg, das ihm den ursprünglichen Namen und wiederum die Aufführung von Melodramen erlaubte: Das erste aufgeführte Stück war La pie voleuse (Die diebische Elster von Louis-Charles Caigniez, die Vorlage zu Rossinis Oper La gazza ladra).
Die Ballette übertrafen an Qualität diejenigen der Opéra. Die größten Erfolge waren Mandrin, les Petites Danaïdes, Trente ans ou la vie d’un joueur. Der Mimiker Charles-François Mazurier gehörte zu den besten komischen Tänzern und machte aus dem Theater eines der bestbesuchten jener Zeit.

## Romantisches Drama
Die Schauspieler Frédérick Lemaître, Bocage, Charles-Gabriel Potier, Mademoiselle Georges, Marie Dorval ermöglichten es, neben den Melodramen auch gehobene Tragödien aufzuführen. Frédérick Lemaître erweiterte das Repertoire mit Werken von Victor Hugo, Casimir Delavigne, Alexandre Dumas, Honoré de Balzac, George Sand, Victorien Sardou. Man spielte die Stücke Marino Faliero, Antony, Richard Dartington, La Tour de Nesle, Marie Tudor, Lucrèce Borgia, also die wichtigsten Reform-Dramen der französischen Romantik, die aus der Comédie-Française vertrieben worden waren. Das Theater erlaubte es, den Ausstattungen das damals moderne Lokalkolorit zu verleihen. Eine Einrichtung von Paul Févals Le Bossu kam am 8. September 1862 zur Aufführung.
Das Porte Saint-Martin musste fünf- oder sechsmal infolge von Konkursen schließen, namentlich 1840, 1851 und 1868. Ein Brand im Mai 1870 während der Pariser Kommune zerstörte es, doch es wurde am selben Ort wieder aufgebaut und am 28. September 1873 mit Marie Tudor von Victor Hugo eröffnet.

## Fin de siècle
1883 kaufte Sarah Bernhardt das Theater, verkaufte es bald wieder, aber blieb bis zum Ende des Jahrhunderts auf der Bühne, unterbrochen von ihren Amerikatourneen. Hier spielte sie die Rolle des Hamlet. In dem historischen Drama Theodora von Victorien Sardou konnte sie 1884 einen großen Erfolg feiern.
Am 27. Dezember 1897 wurde Cyrano de Bergerac von Edmond Rostand uraufgeführt. Der Großerfolg konnte 1925 wiederholt werden.

## 20. Jahrhundert und Gegenwart
Die Direktionen zu Beginn des 20. Jahrhunderts wechselten schnell. Stars wie Fernandel traten nach dem Ersten Weltkrieg auf, Maurice Rostand konnte einige seiner Stücke aufführen. Nach dem Zweiten Weltkrieg übernahm der Chansonnier Max Régnier das Theater. Seit 1969 leiteten es Hélène und Bernard Régnier mit einem konservativen Spielplan. Im Juni 2001 übernahmen Michel Sardou und Jean-Claude Camus das mittlerweile auf 1000 Sitzplätze reduzierte Theatergebäude, das sich seit 1949 im Besitz der Familie Régnier befunden hatte. Michel Sardou verkaufte seinem Partner 2003 seinen Anteil.